# Haseloff (Mühlenfließ)

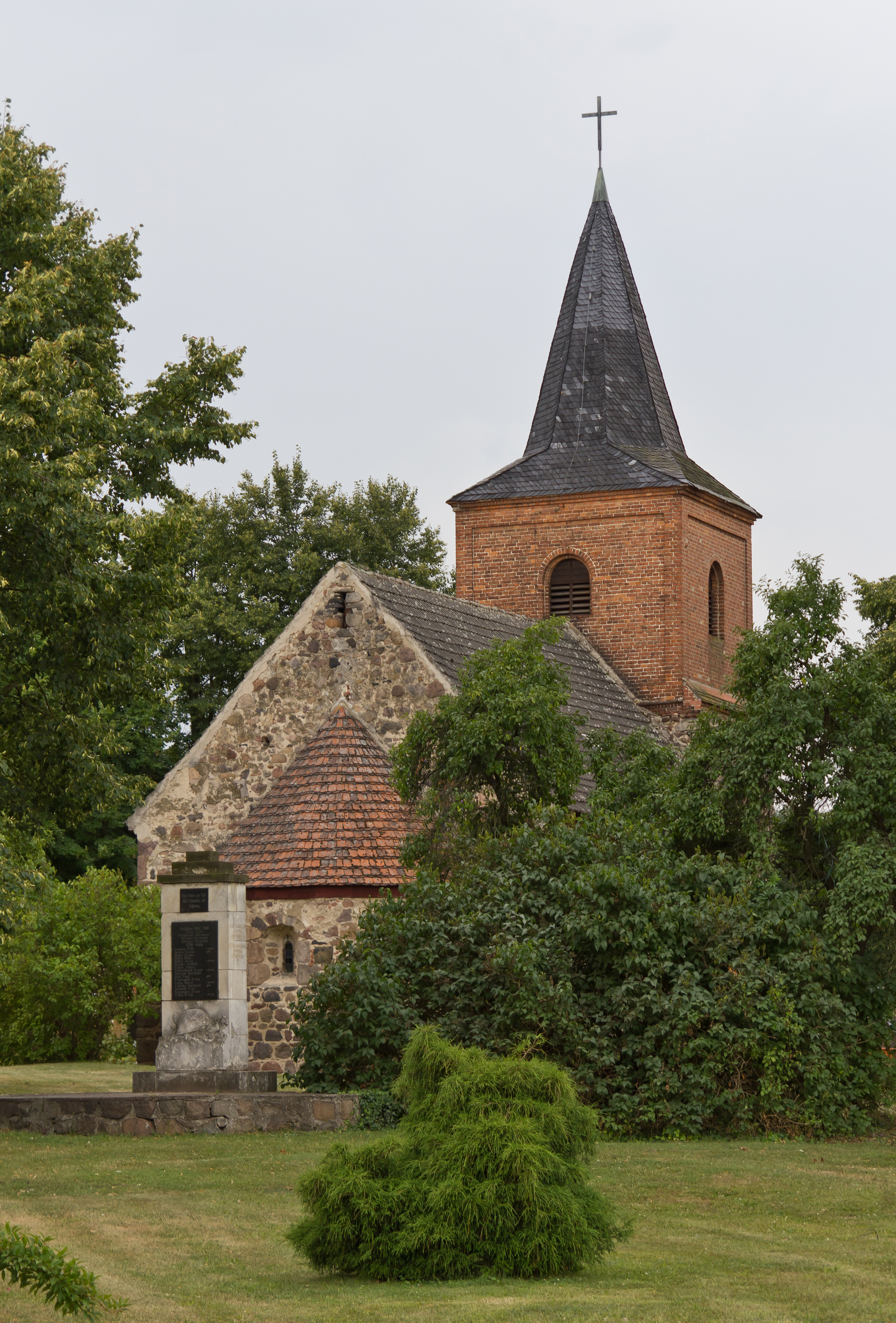
Dorfkirche Haseloff

Haseloff ist ein Gemeindeteil von Haseloff-Grabow, einem Ortsteil der amtsangehörigen Gemeinde Mühlenfließ im Landkreis Potsdam-Mittelmark in Brandenburg. Der Ort gehört dem Amt Niemegk an.

## Lage
Haseloff liegt am Nordrand des Hohen Flämings im gleichnamigen Naturpark etwa vier Kilometer östlich von Niemegk und etwa neun Kilometer westlich von Treuenbrietzen. Umliegende Ortschaften sind Grabow im Norden, Niederwerbig im Nordosten, Treuenbrietzen im Osten, der zur Stadt Treuenbrietzen gehörende Ortsteil Rietz im Südosten, der zur Stadt Niemegk gehörende Ortsteil Hohenwerbig im Südwesten, Niemegk im Westen sowie der zur Gemeinde Planetal gehörende Ortsteil Mörz im Nordwesten.
Durch Haseloff verlaufen die Bundesstraße 102 von Bad Belzig nach Jüterbog sowie die Kreisstraße 6919. Die Autobahnanschlussstelle Niemegk an der Bundesautobahn 9 ist etwa sechs Kilometer entfernt.

## Geschichte
Der Ort Haseloff wurde im Jahr 1377 unter dem Namen czum haselope erstmals urkundlich erwähnt. Die Herkunft des Ortsnamens ist unklar, wahrscheinlich ist er slawischen oder flämischen Ursprungs und bedeutet Ort, an dem die Hasen laufen.
Bei der Dorfkirche von Haseloff handelt es sich um einen rechteckigen Feldsteinbau, der in der zweiten Hälfte des 13. Jahrhunderts errichtet wurde.
Durch Haseloff führte die Bahnstrecke Bad Belzig–Treuenbrietzen, an der der Ort mit Haseloff-Niederwerbig einen Haltepunkt hatte. Diese Strecke wurde 1962 stillgelegt.
Haseloff lag seit jeher im Königreich Preußen und dort im Regierungsbezirk Potsdam. Am 25. Juli 1952 wurde die Gemeinde dem damals neu gebildeten Kreis Belzig im Bezirk Potsdam zugeordnet. Zum 1. Februar 1974 wurde Haseloff mit dem benachbarten Grabow zu der neuen Gemeinde Haseloff-Grabow zusammengelegt. Nach der Wende lag Haseloff-Grabow im Landkreis Belzig in Brandenburg und schloss sich am 11. Februar 1992 dem Amt Niemegk an. Nach der Kreisreform in Brandenburg am 6. Dezember 1993 kam die Gemeinde schließlich zum neu gebildeten Landkreis Potsdam-Mittelmark. Zum 1. Juli 2002 wurde Haseloff-Grabow zusammen mit den bis dahin ebenfalls eigenständigen Gemeinden Nichel, Niederwerbig und Schlalach zu der neuen Gemeinde Mühlenfließ zusammengelegt.

## Bevölkerungsentwicklung
| 1875 | 174 | 1939 | 199 |
| 1890 | 180 | 1946 | 248 |
| 1910 | 187 | 1950 | 221 |
| 1925 | 169 | 1964 | 163 |
| 1933 | 182 | 1971 | 155 |

## Nachweise
1. ↑  Gemeinde- und Ortsteilverzeichnis. In: geobasis-bb.de. Landesvermessung und Geobasisinformation Brandenburg, archiviert vom Original (nicht mehr online verfügbar) am 16. August 2017; abgerufen am 24. Juni 2017.  Info: Der Archivlink wurde automatisch eingesetzt und noch nicht geprüft. Bitte prüfe Original- und Archivlink gemäß Anleitung und entferne dann diesen Hinweis.
2. ↑  Haseloff-Grabow. In: amt-niemegk.de. Abgerufen am 24. Juni 2017.
3. ↑  Haseloff im Genealogischen Ortsverzeichnis. Abgerufen am 24. Juni 2017.
4. ↑  Historisches Gemeindeverzeichnis des Landes Brandenburg 1875 bis 2005. (PDF; 331 KB) Landkreis Potsdam. Landesbetrieb für Datenverarbeitung und Statistik Land Brandenburg, Dezember 2006, abgerufen am 24. Juni 2017.